# 俺たちは天使じゃない (1989年の映画)
『俺たちは天使じゃない』（おれたちはてんしじゃない 原題：We're No Angels）は、1989年のアメリカ合衆国のコメディ映画。監督はニール・ジョーダン、出演はロバート・デ・ニーロ、ショーン・ペン、デミ・ムーアなど。ふとしたことから神父になりすますことになった脱獄囚を描いている。
アルベール・ユッソンの戯曲『La Cuisine des anges』を原作とした、サム・スピワックとベラ・スピワックの舞台劇『My Three Angels』を映画化した1955年の同名映画のリメイク。
主演のデ・ニーロが製作総指揮も兼任している。

## ストーリー
1935年、カナダとの国境に近いアメリカ東部のとある刑務所。窃盗で服役していたネッドとジムは殺人犯ボビーの死刑執行に立ち会うが、ボビーは一瞬のすきを突いて狡猾に脱獄、2人も流れから一緒に脱獄し、ニューイングランドの小さな町に逃げ込む。
しかし、国境を越えるための手続きの際に、自分たちの身分を神父と偽ったため、折から2人の神父が派遣される予定だった教会に送られてしまう。
国境を越える機会をうかがっているうちに、ネッドが聾唖の幼い娘を抱えるモリーと恋に落ちるなど様々な騒動が起こり、2人の心境にも変化が起こってゆく。

## キャスト
※括弧内は日本語吹替
- ネッド - ロバート・デ・ニーロ（堀勝之祐）
- ジミー（ジム） - ショーン・ペン（安原義人）
- モリー - デミ・ムーア（高島雅羅）
- ボビー - ジェームズ・ルッソ（麦人）
- レヴェスク神父 - ホイト・アクストン（今西正男）
- 保安官助手 - ブルーノ・カービー（秋元羊介[注 1]）
- 若い修道僧 - ジョン・C・ライリー（大塚芳忠）
- 刑務所長 - レイ・マカナリー（藤本譲）
- 通訳 - ウォーレス・ショーン（峰恵研）
- 保安官 - ジェイ・ブラゾー（英語版）（池田勝）
- ブレア夫人 - エリザベス・ローレンス（英語版）（京田尚子）
- 店主 - フランク・C・ターナー（英語版）（北村弘一）

レイ・マカナリーは映画公開前に急逝し、エンディングロールで「IN MEMORY OF RAY McANALLY」（レイ・マカナリーの思い出に）のメッセージが流された。

## 評価
レビュー・アグリゲーターのRotten Tomatoesでは19件のレビューで支持率は47%、平均点は5.00/10となった。Metacriticでは18件のレビューを基に加重平均値が48/100となった。

## 関連
- 俺たちは天使じゃない - 1955年に制作された同名の映画。
- ザ・リザード - 2004年に制作されたイラン映画。
- Romans（英語版） - 2013年のインドのコメディスリラー映画。